# Guil
Guil (francouzsky le Guil) je 51,6 kilometru dlouhá řeka v departementu Hautes-Alpes v jihovýchodní Francii. Plocha povodí činí 727 kilometrů čtverečních. Zdrojnicemi je několik malých potoků, které se vlévají do jezera Lestio v Ristolas. Směr toku je převážně západní, přes Queyras. Je to levostranný přítok Durance, do kterého se vlévá u Guillestre.